# Pterocaesio flavifasciata
Pterocaesio flavifasciata is een straalvinnige vissensoort uit de familie van fuseliers (Caesionidae). De wetenschappelijke naam van de soort is voor het eerst geldig gepubliceerd in 2006 door Allen & Erdmann.